# 발화수반행위
발화수반행위(illocutionary act)는 발화행위에 뒤따라 발생하는 약속, 명령, 질문, 진술, 강요 등의 행위를 가리키며, 언어행위의 핵심이다.
평서문, 의문문, 명령문은 각각 진술,질문,명령의 발화수반행위와 밀접하게 연관되어 있다. 이러한 문장 유형의 발화로 관련된 발화수반행위를 하는 경우와 그렇지 않은 경우를 구분하기도 한다. (직접화행, 간접화행) 직접화행 대신 간접화행을 쓰는 동기는 공손성(politeness)원리에서 찾기도 한다. 상대방의 체면(face)을 위해 간접화행을 쓰게 된다는 것이다.

## 같이 보기
- 존 랭쇼 오스틴
- 존 설
- 언어학
- 발화효과행위
- 화용론
- 언어행위